# Ancistrus caucanus
Az Ancistrus caucanus a sugarasúszójú halak (Actinopterygii) osztályának harcsaalakúak (Siluriformes) rendjébe, ezen belül a tepsifejűharcsa-félék (Loricariidae) családjába tartozó faj.

## Előfordulása
Az Ancistrus caucanus Dél-Amerikában fordul elő. A kolumbiai Cauca-folyómedence egyik endemikus hala.

## Megjelenése
Ez a halfaj legfeljebb 5,2 centiméter hosszú.

## Életmódja
A trópusi édesvizeket kedveli. A víz fenekén él és keresi meg a táplálékát.